# Cuisine au beurre
Pour le film, voir La Cuisine au beurre.
La cuisine au beurre est une pratique culinaire qui utilise le beurre pour la cuisson des aliments, ou dans les sauces qui les accompagnent.
Peu utilisé dans la cuisine médiévale, l'emploi du beurre est caractéristique de la cuisine « à la française » qui s'établit à partir du siècle de Louis XIV.
La Cuisine au beurre est un film de Gilles Grangier avec Fernandel et Bourvil.

## Sources